# Henry Darcy
Henry Philibert Gaspard Darcy (10 tháng 6, 1803 – 3 tháng 1, 1858) là một kỹ sư người Pháp. Ông nổi tiếng vì có nhiều đóng góp quan trọng trong thủy lực học.

## Tiểu sử
Ông sinh tại Dijon, Pháp. Cha ông là Jacques Lazare Gaspard, một người thu thuế, cha ông mất năm 1817 khi Darcy mới 14 tuổi, mẹ ông không đủ tiền để lo cho 2 đứa con ăn học và phải vay mượn tiền để lo học phí cho con. Năm 1821 ông nhập học vào Trường Bách khoa Paris (École Polytechnique), và 2 năm sau ông được chuyển tiếp vào École des Ponts et Chaussées (trường Cầu và Đường), mà từ đó ông có thể làm việc cho Corps of Bridges and Roads.
Henry gặp một phụ nữ Anh, Henriette Carey, gia đình cô ta đang sống ở Dijon, và họ cưới nhau năm 1828.
Là thành viên của Corps, ông đã xây dựng một hệ thống phân phối nước áp lực ấn tượng ở Dijon sau thất bại về những cố gắng cung cấp đủ lượng nước ngọt từ các giếng khoan. Hệ thống này đã mang nước từ suối Rosoir qua một quảng đường dài 12,7 km bằng cống dẫn đến các bồn chứa nước gần thành phố, từ các bồn này nước được cung cấp cho một mạng lưới dài 28.000 met bằng hệ thống dẫn nước áp lực đến nhiều nơi trong thành phố. Hệ thống được đóng kín hoàn toàn và được điều khiển bằng trọng lực, và điều này có nghĩa là không cần dùng bơm mà chỉ dùng cát để lọc nước. Ông cũng đã tham gia nhiều công trình công cộng khác trong và ngoài Dijon, cũng như các hoạt động chính trị của chính quyền thành phố Dijon.
Trong thời gian này ông đã hiệu chỉnh phương trình Prony trong việc tính toán giảm áp lực nước do ma sát, mà công trình này sau đó lại được Julius Weisbach chỉnh sửa tiếp để đưa ra một phương trình nổi tiếng là phương trình Darcy–Weisbach được sử dụng cho đến ngày nay.

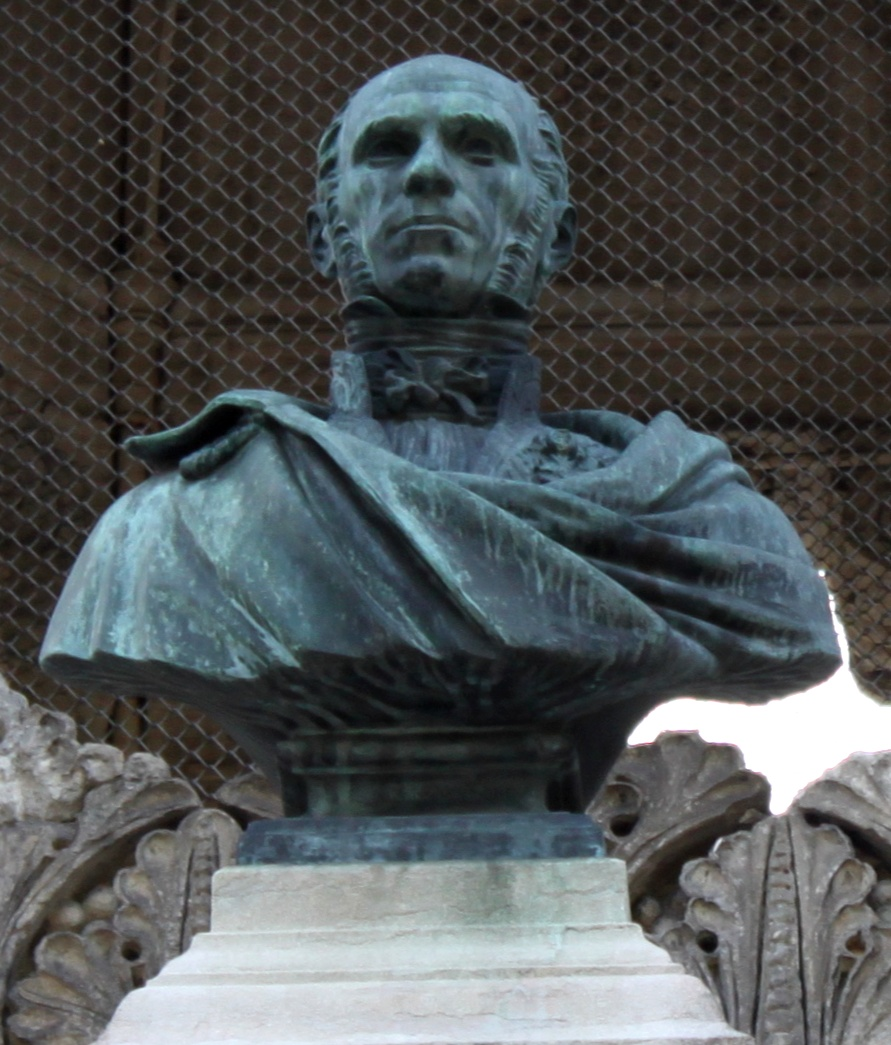
Darcy's bust in the Jardin Darcy, Dijon

Năm 1848, ông trở thành kỹ sư chính của tỉnh Côte-d'Or (mà Dijon là tỉnh lị). Không lâu sau đó, ông đã rời khỏi Dijon vì lý do chính trị nhưng ông đã được tiến cử làm Giám đốc của bộ phân Nước và Vỉa hè (Chief Director for Water and Pavements) và làm việc tại một văn phòng ở Paris. Trong khi ở vị trí đó, ông có thể tập trung nhiều hơn trong nghiên cứu về thủy lực học, đặc biệt về dòng chảy và tiêu thoát áp lực do ma sát trong đường ống. Trong giai đoạn này, ông đã cải tiến thiết kế của Pitot tube, thành một dạng được sử dụng hiện nay.
Ông xin từ chức năm 1855 vì lý do sức khỏe, nhưng ông vẫn được cho phép tiếp tục nghiên cứu ở Dijon. Năm 1855 và 1856, ông tiến hành các thí nghiệm hình trụ mà kết quả là ông đã thiết lập nên định luật nổi tiếng là Định luật Darcy; công việc ban đầu của ông là miêu tả dòng chảy qua cát, và nó đã được khái quát hóa thành nhiều dạng khác nhau và được sử dụng phổ biến ngày nay. Đơn vị của độ thấm là darcy đã được đặt theo tên ông.
Ông mất do viêm phổi trong một chuyến đi đến Paris năm 1858, và được chôn cất tại Cimetière de Dijon (trước đây là Péjoces) ở Dijon.

## Các ấn phẩm chính
- Darcy, Henry (1856). Les fontaines publiques de la ville de Dijon. Paris: Dalmont.{{Chú thích sách}}:  Quản lý CS1: ngày tháng và năm (liên kết)
- Henry Darcy, Henri Bazin, "Recherches hydrauliques entreprises par M. Henry Darcy continuées par M. Henri Bazin. Première partie. Recherches expérimentales sur l'écoulement de l'eau dans les canaux découverts," Paris, Imprimerie impériale, 1865.
- Henry Darcy, Henri Bazin, "Recherches hydrauliques entreprises par M. Henry Darcy continuées par M. Henri Bazin. Deuxième partie. Recherches expérimentales relatives au remous et à la propagation des ondes," Paris, Imprimerie impériale, 1865.

## Tưởng nhớ
Huy chương Henry Darcy là huy chương của hội các Khoa học Trái Đất châu Âu trao tặng cho những cá nhân có những đóng góp xuất sắc về khoa học trong nghiên cứu về tài nguyên nước, kỹ thuật và quản lý tài nguyên nước.
Một ngày sau khi ông mất, Town Square được đổi tên thành Place Darcy